# Granwald Scott
Granwald Warren Scott (Città del Capo, 28 novembre 1987) è un calciatore sudafricano, centrocampista svincolato.

## Caratteristiche tecniche
Mediano, talvolta può svolgere il ruolo di interno di centrocampo.

## Carriera
Con l'Ajax Cape Town ha vinto due trofei nel 2006-2007 mentre in Slovacchia ha vinto una coppa nazionale nel 2016-2017.